# Ron Lewis
Ronald Lewis, detto Ron (Chicago, 27 luglio 1984), è un ex cestista statunitense.

## Palmarès
- Campionato ceco: 1

ČEZ Nymburk: 2009-10
- Coppa della Repubblica Ceca: 1

ČEZ Nymburk: 2010
- Campionato italiano dilettanti: 1

PMS Torino: 2014-15